# Astley Castle
Astley Castle  er resterne af en befæstet herregård fra 1500-tallet i North Warwickshire. Den har været forfalden og forsømt siden en brand ødelagde bygningen i 1978, mens den var i brug som hotel. Den er på listen over Buildings at Risk.
Bygningen blev genåbnet i 2012 efter store renoveringer. I 2013 modtog Astley Castle Royal Institute of British Architects' Stirling Prize.
Den har været en listed building af anden grad siden 1952 og et Scheduled Ancient Monument siden 1994.